# Koška
Koška est un village et une municipalité située dans le comitat d'Osijek-Baranja, en Croatie. Au recensement de 2001, la municipalité comptait 4 411 habitants, dont 88,28 % de Croates et 7,80 % de Serbes ; le village seul comptait 1 691 habitants.

## Localités
La municipalité de Koška compte 10 localités :
| - Andrijevac - Branimirovac - Breznica Našička - Koška - Ledenik | - Lug Subotički - Niza - Normanci - Ordanja - Topoline |